# Eleusi (demo)
Eleusi (in greco antico: Ἐλευσίς?, Eleusís) era un demo dell'antica Attica, situato a 21 chilometri da Atene, al confine tra l'Attica e Megara. Era molto importante per il culto di Demetra e Persefone e per i misteri eleusini, celebrazioni misteriche in onore di esse, tanto che, fino alla fine del paganesimo, fu ritenuto uno dei luoghi più sacri della religione greca.

## Posizione
Eleusi si trovava sul versante orientale di una bassa altura a breve distanza dal mare e parallela alla costa, di fronte all'isola di Salamina. La sua posizione gli garantiva tre vantaggi: l'essere collocato sulla strada che andava da Atene all'Istmo di Corinto, la vicinanza di una pianura molto fertile e la dominanza su un vasto golfo, formato su tre lati dalla costa dell'Attica e chiuso a sud dall'isola di Salamina: si dice che da Eleusi Serse assistette alla disfatta della sua flotta nella battaglia di Salamina.

## Storia
Nel territorio del demo si insediarono abitanti sin dall'antichità, forse già nell'epoca micenea. Probabilmente il suo nome deriva dalla venuta (in greco antico: ἔλευσις?, héleusis) di Demetra, anche se alcuni fanno risalire il toponimo ad un eroe di nome Eleusi. Eleusi, prima del sinecismo voluto da Teseo, fu una delle città della dodecapoli in cui fu divisa l'Attica in età arcaica. Durante il regno di Eumolpo su Eleusi scoppiò una guerra con Atene, governata da Eretteo, in cui gli Eleusini furono sconfitti e furono costretti a riconoscere la supremazia di Atene in tutto, fuorché nella celebrazione dei misteri, di cui gli Eleusini mantennero la gestione.
Eleusi divenne in seguito un demo dipendente da Atene, ma a conseguenza della sua importanza religiosa le venne permesso di mantenere il titolo di pólis, cioè di città, e di coniare una propria moneta, un privilegio posseduto da nessun'altra città dell'Attica ad eccezione di Atene. In seguito la storia di Eleusi si identificò con quella di Atene.
Una volta all'anno una grande processione percorreva la strada da Atene ad Eleusi lungo la via Sacra. L'antico tempio di Demetra fu incendiato dai Persiani nel 484 a.C. e, fino all'età di Pericle, non venne fatto alcun tentativo per ricostruirlo. Quando il governo dei Trenta tiranni venne rovesciato (403 a.C.), gli oligarchi si ritirarono ad Eleusi, che avevano fortificato in precedenza, ma dopo un breve periodo furono uccisi a tradimento dagli Ateniesi, che avevano restaurato la democrazia.
Durante l'età Romana Eleusi godette di grande prosperità, dato che l'iniziazione ai suoi misteri divenne una moda tra i nobili romani. Fu distrutta da Alarico nel 396 d.C. e da quel momento scomparve dalla storia. Quando Jacob Spon e George Wheler visitarono il sito nel 1676, questo si presentava in stato di totale abbandono. Nel secolo successivo fu restaurato ed Eleusi venne rifondata, ed ora è una piccola cittadina.
Nel 2001 la moderna Eleusi contava 29 879 abitanti.

## Descrizione
L'estremità orientale della collina dove sorgeva la città venne livellata artificialmente per accogliere il santuario di Demetra e gli edifici sacri annessi; poco più in alto si trovava l'acropoli. La città si sviluppava in uno spazio triangolare di circa 500 metri di lato, compreso tra la collina e la costa; sul lato orientale della cinta muraria era stato realizzato un terrapieno artificiale a partire dalla bonifica di alcuni terreni paludosi, su cui, in epoca bizantina, fu costruita una fortificazione. Il terrapieno fu prolungato fino al mare in modo da formare un molo per riparare un porto artificiale: tale porto era formato da tre moli lunghi circa 100 metri ed era secondo solo al Pireo nel traffico marittimo del golfo Saronico.
Gli altri templi presenti nel demo erano un tempio di Trittolemo, uno di Artemide Propilea e uno di Poseidone Padre; inoltre era presenta un pozzo chiamato Callicoro, dove le donne eleusine ballavano e cantavano in onore della dea.
Si diceva che nella pianura vicina alla città fu coltivato per la prima volta il mais e che l'orzo coltivato lì era usato per le torte sacrificali. Tale piana è menzionata anche nell'inno omerico ad Afrodite, ma non si sa con certezza dove fosse collocata. Vicino ad Eleusi c'era un monumento a Tello, menzionato da Erodoto. Eleusi, essendo a guardia della strada che conduceva a Megara, era la sede del secondo anno dell'efebia.

### Il tempio di Demetra
Il tempio di Demetra, a volte chiamato ὁ μυστικὸς σηκός (ho mystikòs sekós, il recinto arcano) o τὸ τελεστήριον (tò telestérion, il luogo sacro per le iniziazioni), era il più grande di tutta la Grecia e, secondo Strabone, era capace di contenere un grandissimo numero di persone, tante quante un teatro. La pianta dell'edificio fu progettata da Ictino, uno degli architetti del Partenone, ma la costruzione venne completata molti anni dopo, cosicché molti altri architetti si sono succeduti.
Il portico di 12 colonne fu costruito al tempo di Demetrio Falereo (318 a.C. circa) dall'architetto Filone. Al termine di questo intervento era ritenuto uno dei quattro migliori esempi di architettura greca in marmo. Era rivolto a sud-est. Il suo sito è occupato dal centro del paese moderno, quindi è difficile analizzare tutti i dettagli dell'edificio; si stima che la cella fosse grande 166 metri quadrati e il suo tetto era coperto da tegole di marmo, come i templi di Atene; era sostenuto da 28 colonne doriche, di diametro (sotto il capitello) di quasi un metro; le colonne erano disposte in due file doppie attraverso la cella, una vicino alla parte anteriore, l'altra vicino alla parte posteriore, ed erano sormontate da serie di colonne più piccole, come nel Partenone. La cella era preceduta da un portico di 12 colonne doriche, che misuravano 1,5 metri di diametro alla base. La piattaforma sul retro del tempio era sopraelevata di 6 metri rispetto al pavimento del portico. Si accedeva a questa piattaforma attraverso una scalinata collocata all'angolo nord-occidentale del tempio; poco lontano un'altra scalinata portava ad un piccolo portale ornato da due colonne che metteva in comunicazione il tempio con l'Acropoli.

### Resti archeologici
Nell'Ottocento il sito di Eleusi presentava alcuni interessanti resti archeologici. La prima cosa che si vedeva avvicinandosi da Atene erano le tracce di una grande pavimentazione, che terminava in alcuni cumuli di rovine: si trattava di ciò che rimaneva di un propileo, di grandezza e struttura simili a quello di Atene. Prima di quello, alla metà della pavimentazione, c'erano i resti di un piccolo tempio, lungo 12 metri e largo 6: si trattava senza dubbio del tempio di Artemide Propilea. La peristasi, che confinava con il propileo, formava la recinzione esterna del tempio di Demetra. A 50 metri dal propileo si trovava l'angolo nord-est del recinto interno, della forma di un pentagono irregolare. L'ingresso si trovava in quest'angolo, dove la roccia era stata scolpita per costruire un altro propileo, molto più piccolo del primo, che consisteva in un'apertura ampia 9,7 metri tra due pareti parallele di 50 metri di lunghezza.
In questa zona fu trovato un busto colossale in marmo pentelico: si pensò che fosse un frammento della statua di Demetra che veniva venerata nel tempio ma, a giudicare dalla posizione in cui è stato rinvenuto e dall'aspetto grezzo della superficie, la statua sembra essere appartenuta alla decorazione architettonica del tempio, come le Cariatidi nell'Eretteo di Atene.
Non sono state trovate rovine riconducibili al tempio di Trittolemo o a quello di Poseidone. Il pozzo Callicoro potrebbe essere identificato con quello visibile ai piedi del versante nord della collina di Eleusi, al bivio tra le strade che conducono a Megara ed Eleutere.
La città di Eleusi e le sue immediate vicinanze erano esposte a inondazioni del fiume Cefiso, che era quasi asciutto durante la maggior parte dell'anno ma si gonfiava in autunno fino a sommergere gran parte della pianura. Demostene allude alle inondazioni di Eleusi e l'imperatore Adriano fece costruire alcuni argini in conseguenza ad un'inondazione verificatasi mentre stava trascorrendo l'inverno ad Atene. Nella piana a circa un miglio a sud di Eleusi sono visibili i resti di due antichi tumuli, che sono probabilmente ciò che rimane degli argini di Adriano. Lo stesso imperatore dotò Eleusi di un acquedotto per la fornitura di acqua potabile, le cui rovine sono ancora visibili nel nord-est della pianura eleusina.